# Almarza de Cameros
Almarza de Cameros es un municipio y localidad española de la comunidad autónoma de La Rioja. El término municipal tiene una población de 40 habitantes (INE 2024).

## Historia
Hasta la reforma de la nomenclatura municipal de 1916 el municipio se llamaba simplemente Almarza. En dicha fecha su nombre fue modificado por el de Almarza de Cameros.

## Comunicaciones

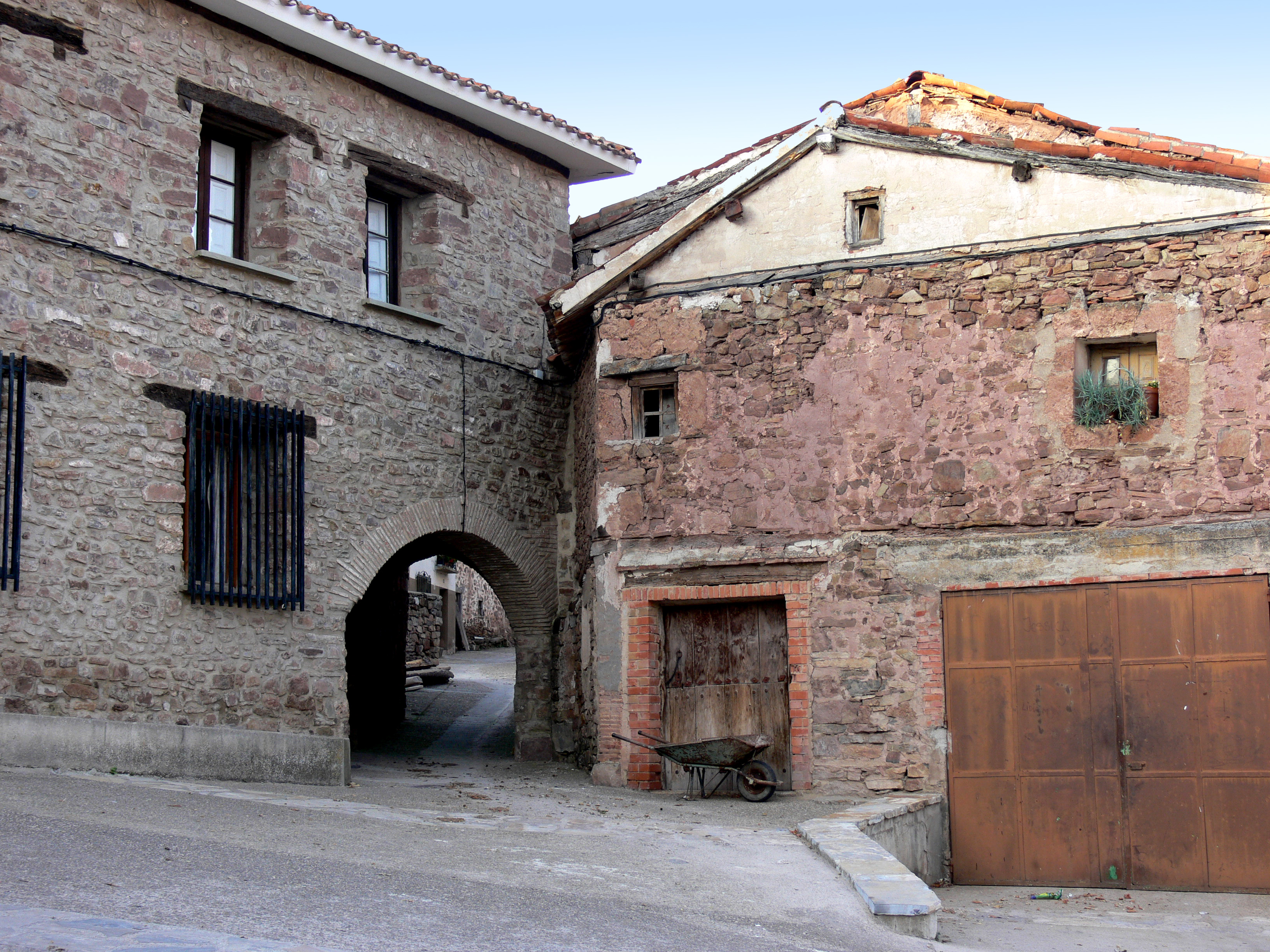
Plaza del pueblo

Situada en el kilómetro 14 de la carretera LR-245, a la que se puede acceder desde la N-111 (que sigue el Valle del Iregua), o desde el Camero Viejo, a través del puerto de La Rasa. Un autobús diario (de lunes a viernes) enlaza la localidad con Logroño.

## Economía
Basada en la ganadería. En la década de 2000, se ha tratado de fomentar el turismo, con la construcción de dos casas rurales.
Entre los años 2008 a 2014 este ayuntamiento no ha tenido deuda viva.

## Demografía
Cuenta con una población de 40 habitantes (INE 2024).
| Gráfica de evolución demográfica de Almarza de Cameros entre 1842 y 2021 |
| |
| Población de derecho según los censos de población del INE Población de hecho según los censos de población del INEEn estos censos se denominaba Almarza: 1842, 1857, 1860, 1877, 1887, 1897, 1900 y 1910 Entre el censo de 1857 y el anterior, crece el término del municipio porque incorpora a 265009 (Ribabellosa de Cameros) |

### Demografía reciente del núcleo principal
Almarza de Cameros (localidad), contaba a 1 de enero de 2010 con una población de 22 habitantes, 13 hombres y 9 mujeres.
| Gráfica de evolución demográfica de Almarza de Cameros entre 2000 y 2014                         |
|                                                                                                  |
| Población de derecho (2000-2014) según los censos de población del INE a 1 de enero de cada año. |

### Población por núcleos
Desglose de población según el Padrón Continuo por Unidad Poblacional del INE.
| Núcleos            | Habitantes (2013) | Varones | Mujeres |
| ------------------ | ----------------- | ------- | ------- |
| Almarza de Cameros | 18                | 12      | 6       |
| Ribavellosa        | 0                 | 0       | 0       |

## Administración
| Periodo   | Nombre                                              | Partido     |
| --------- | --------------------------------------------------- | ----------- |
| 1979-1983 | Martín Rodrigo Tabernero                            | UCD         |
| 1983-1987 | Martín Rodrigo Tabernero                            | AP          |
| 1987-1991 | Martín Rodrigo Tabernero                            | AP          |
| 1991-1995 | Vicenta Rodrigo Tabernero                           | PP          |
| 1995-1999 | Jesús Ángel Arnedo Vicente                          | IU          |
| 1999-2003 | Jesús Ángel Arnedo Vicente                          | IU          |
| 2003-2007 | Jesús Ángel Arnedo Vicente                          | PR          |
| 2007-2011 | Jesús Ángel Arnedo Vicente                          | PR          |
| 2011-2015 | José Antonio Garós Martínez                         | PR          |
| 2015-2019 | José Antonio Garós Martínez                         | PP          |
| 2019-2023 | José Antonio Garós Martínez / Alberto Muro González | PP / Indep. |
| 2023-act. | Alberto Muro González                               | PSOE        |

En la XI legislatura, se produjo una moción de censura al alcalde popular José Antonio Garós por parte de sus propios compañeros del Partido Popular para darle la alcaldía al independiente Alberto Muro González.

## Patrimonio

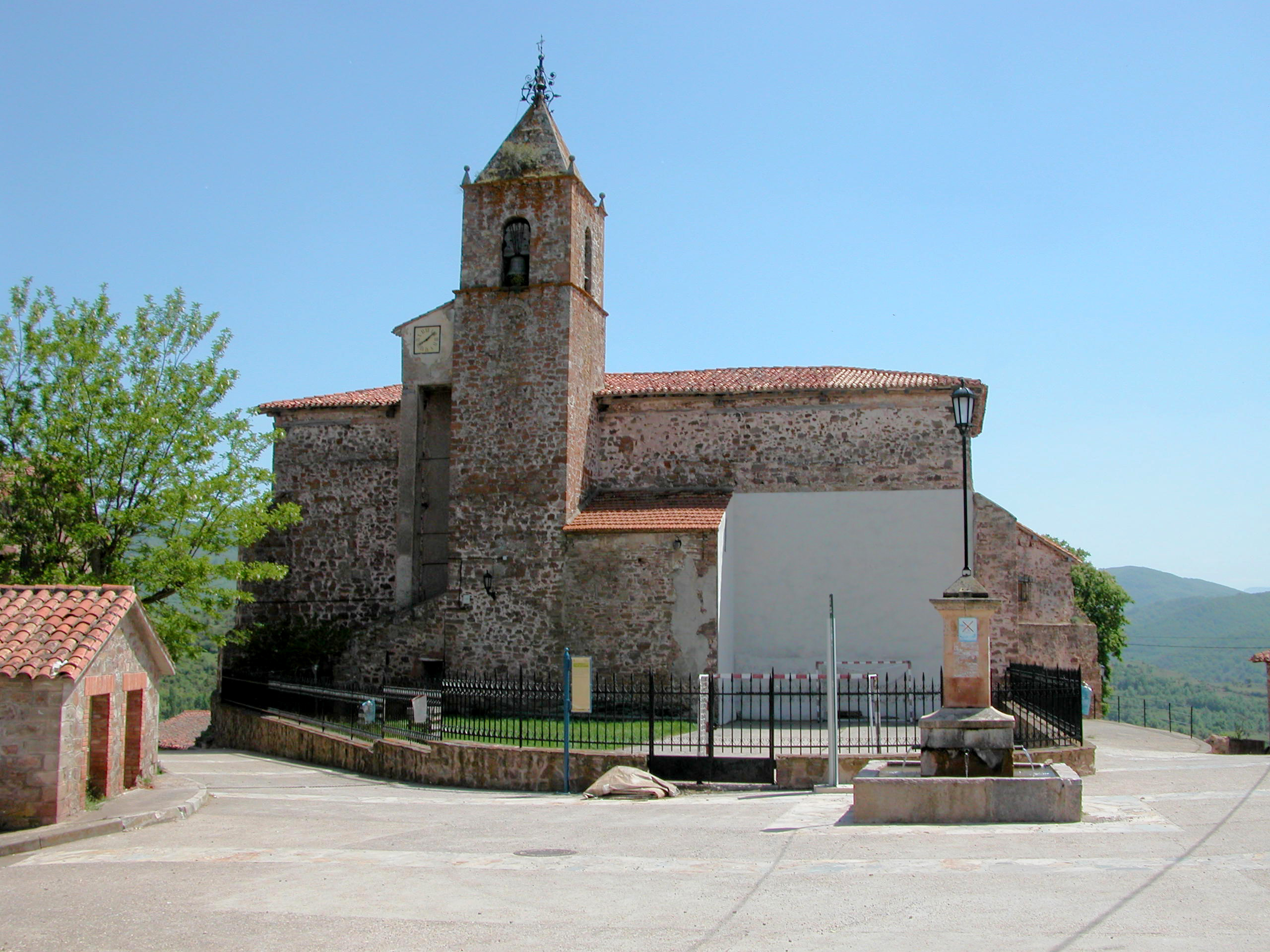
Iglesia parroquial de Nuestra Señora del Campillo.

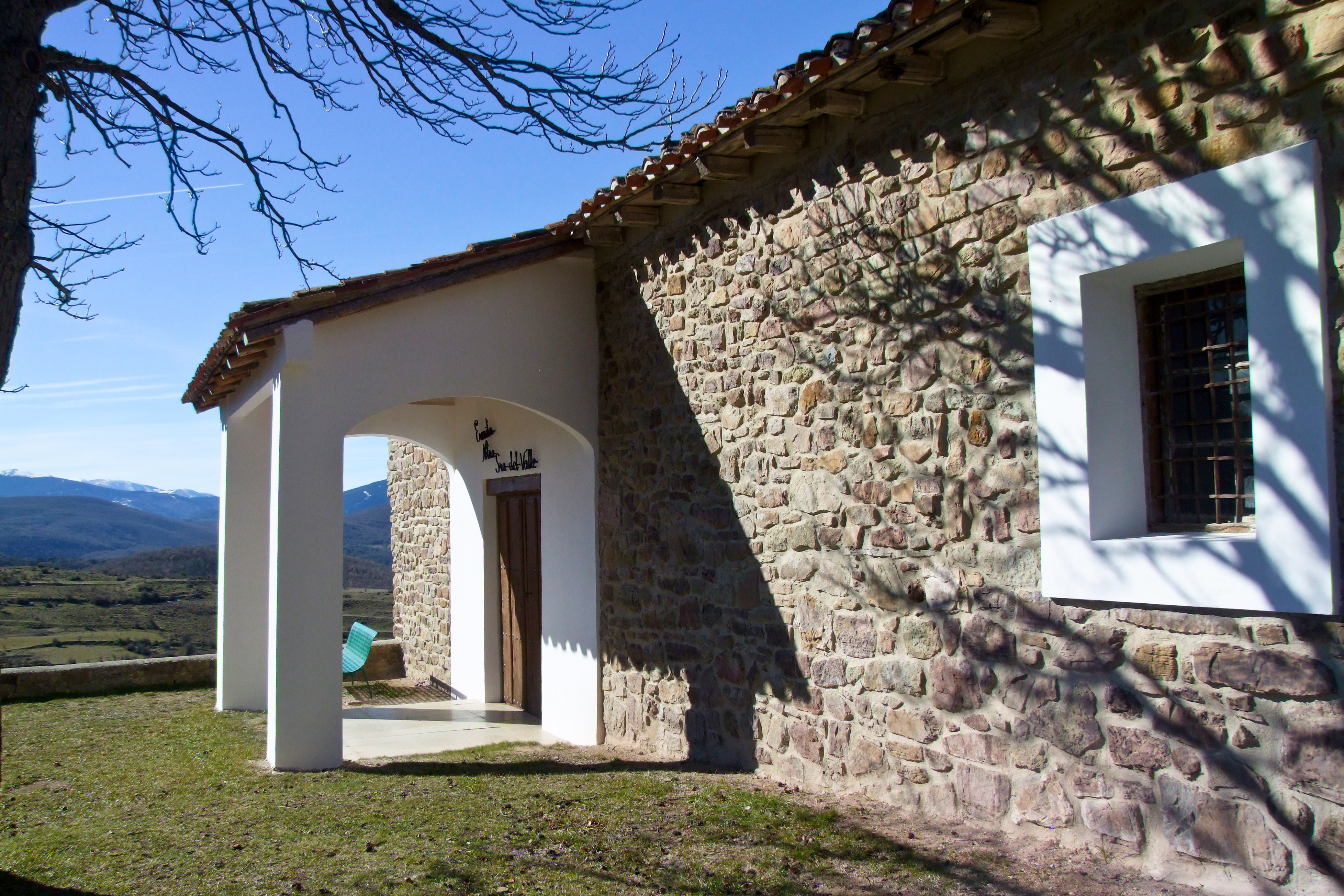
Ermita de la Virgen del Valle.

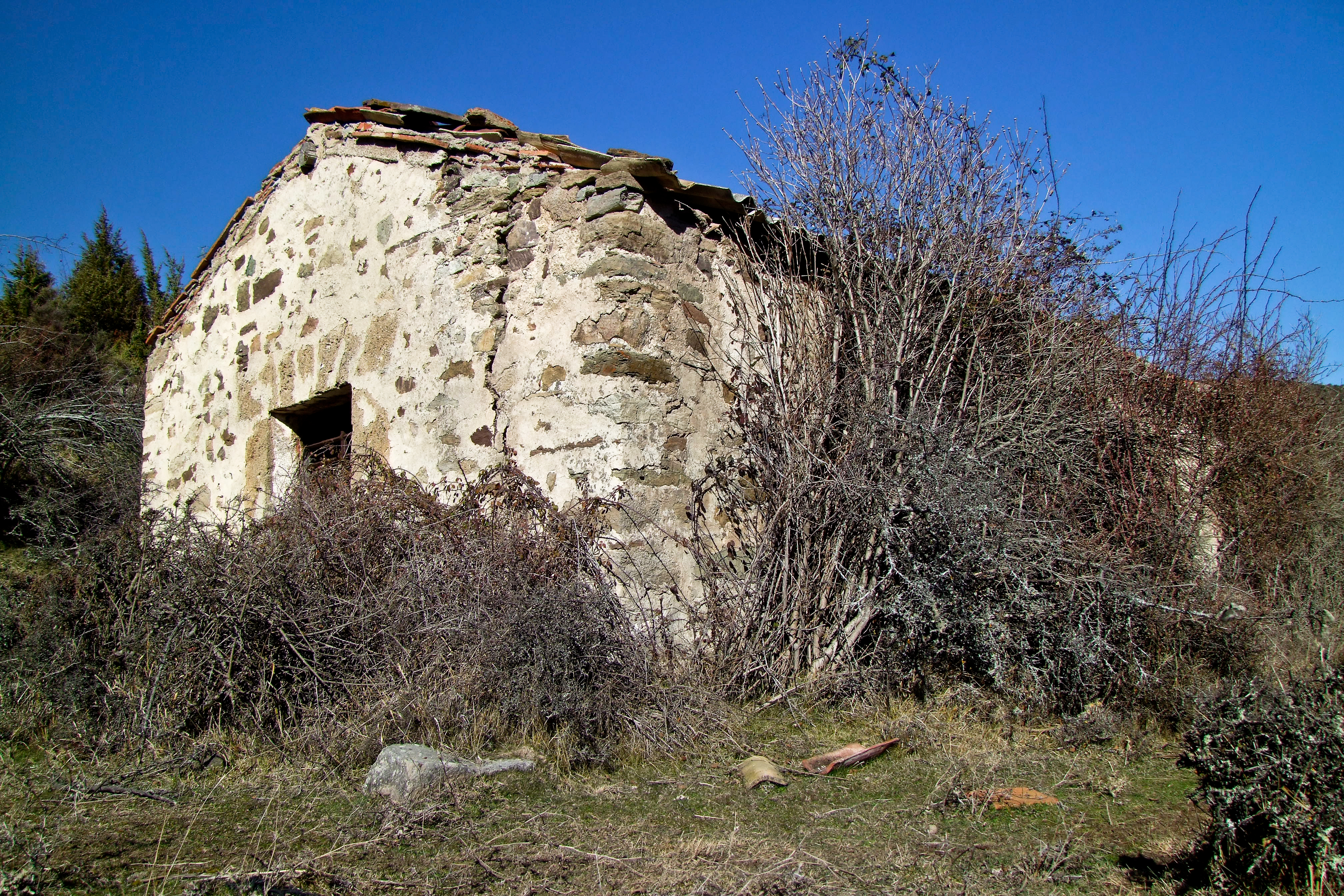
Ermita de Santiago.

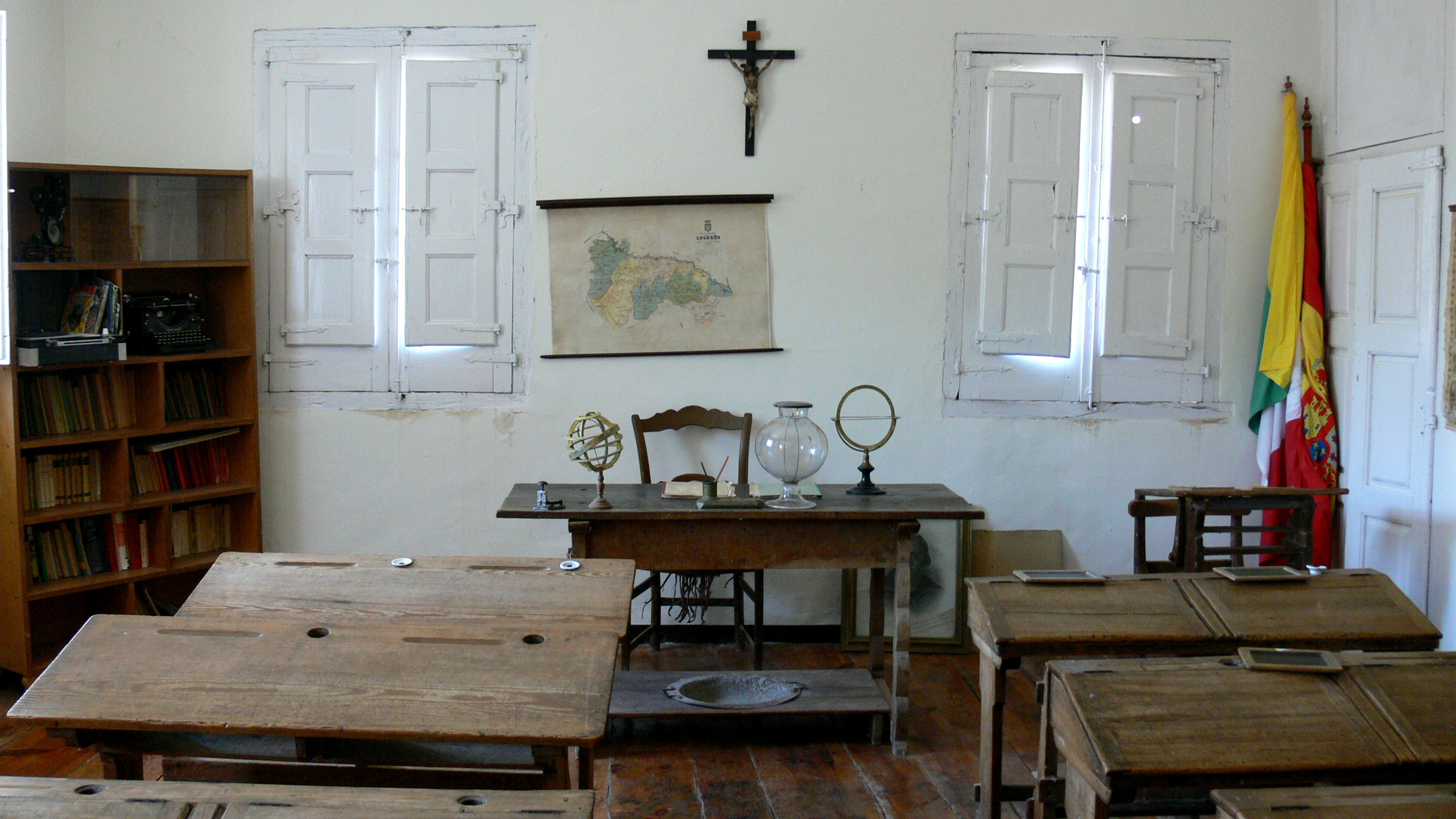
Escuela convertida en museo.

La escasez de habitantes ha hecho que el pueblo conserve el característico suelo de empedrado de la zona y muchas muestras de arquitectura popular.
Los edificios de interés incluidos en inventario artístico de la provincia son la iglesia parroquial de Nuestra Señora del Campillo, la ermita de Nuestra Señora del Valle (junto al cementerio) y la ermita de Santiago (alejada un kilómetro del pueblo, siguiendo la carretera en dirección a Muro en Cameros).
La antigua escuela del pueblo ha sido convertida en museo.

## Turismo
Aparte de las dos casas rurales mencionadas, el pueblo incluye en su término la finca Ribabellosa, gestionada por el Organismo Autónomo Parques Nacionales, que incluye instalaciones deportivas (frontón, pistas de ténis y fútbol) así como diversas rutas de senderismo.
Otros caminos de senderismo que pasan por el término municipal son la Ruta Romana (en realidad, medieval) del Iregua y la Cañada Real Soriana Oriental.

## Fiestas locales
14 y 15 de septiembre, La Santa Cruz y La Virgen del Valle. Entre las tradiciones locales se hallan el baile de los pañuelos y el baile de las espadas.